# Holy-Noord
Holy-Noord is een wijk van de Nederlandse gemeente Vlaardingen. Holy-Noord bestaat uit verschillende buurten, namelijk:
- Drevenbuurt: Straten zijn vernoemd naar boomsoorten en eindigen op -dreef.
  - Abelendreef
  - Acaciadreef
  - Berkendreef
  - Cederdreef
  - Cipressendreef
  - Esdoorndreef
  - Hazelaardreef
  - Kastanjedreef
  - Kersendreef
  - Kornoeljedreef
  - Lariksdreef
  - Lindendreef
  - Malusdreef
  - Olmendreef
  - Pijnboomdreef
  - Platanendreef
  - Populierendreef
  - Sparrendreef
  - Walnotendreef
  - Wilgendreef
- Hoevenbuurt: Straten zijn vernoemd naar Nederlandse provincies en eindigen op -laan, of plaatsen in deze provincie en eindigen op -hoeve.
- Holierhoekse Polder
- Hoofdstedenbuurt: Straten zijn vernoemd naar Europese hoofdsteden. Niet meer actueel is daarbij de Bonnweg, gezien Bonn niet langer hoofdstad van Duitsland is.
- Kruidenbuurt: Straten zijn vernoemd naar kruiden en eindigen op -kruid. Een uitzondering is de Adenauerlaan. Deze hoort qua naamgeving eerder bij de buurt Loper-Noord, anders dan daar is echter de voornaam weggelaten en eindigt de straatnaam niet op -ring.
- Loper-Noord: Straten zijn vernoemd naar politici en eindigen op -ring.
  - Aristide Briandring
  - Gustav Stresemannring
  - Jean Monnetring
  - Paul Henri Spaakring
  - Robert Schumanring
- Park Holy Noord
- Vaart-Noord: Straten zijn vernoemd naar feministen en eindigen op -kade.
  - Aletta Jacobskade
  - Annie Romein-Verschoorkade
  - Carry Pothuiskade
  - Johanna Naberkade
  - Joke Smitkade

De postcode van Holy-Noord is 3137. Holy-Noord heeft een wijkcentrum, De Deel gelegen aan de Baarnhoeve te Vlaardingen. Ook bevindt zich er de begraafplaats Holy.